# Efecto Rashomon

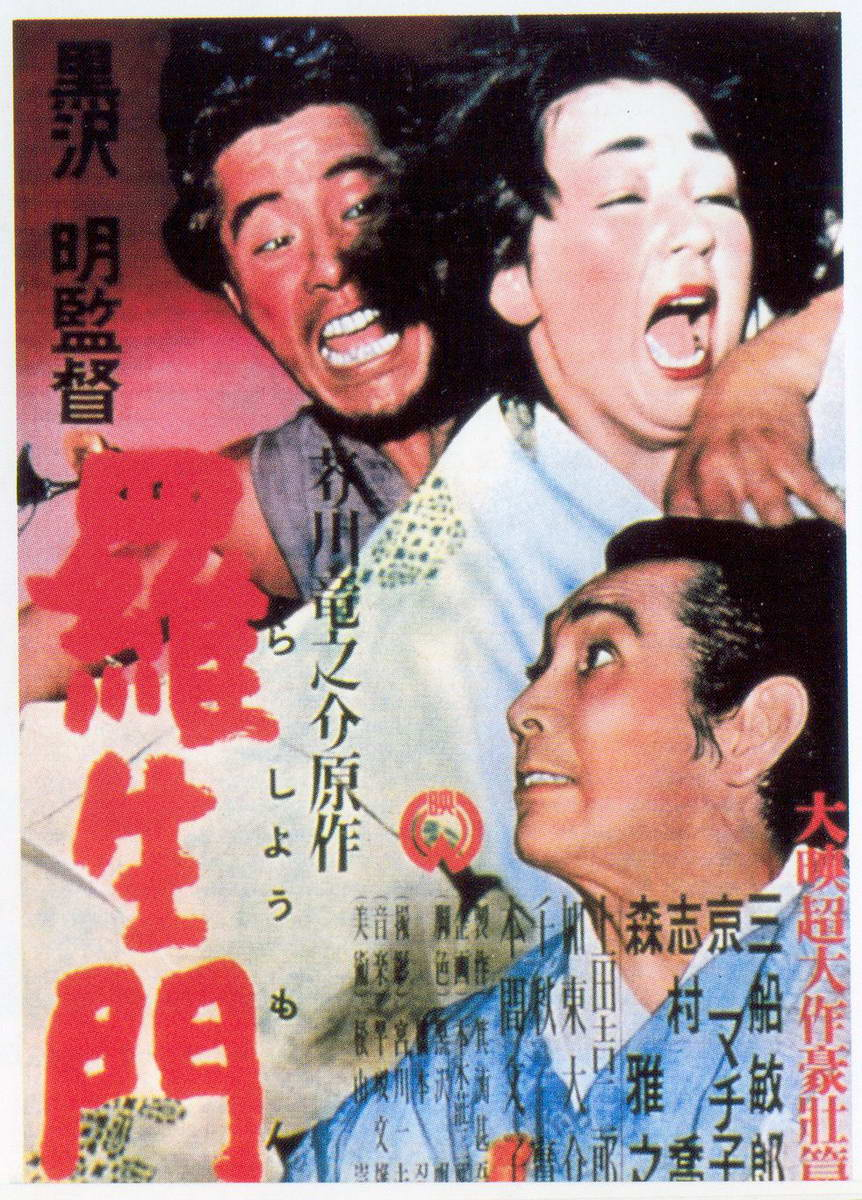
Cartel de Rashōmon

El efecto Rashomon es el efecto producido por la subjetividad y la percepción personal a la hora de contar la misma historia o situación, por lo que los individuos que la cuentan lo hacen de forma diferente, pero de manera que cualquiera de las versiones es razonablemente posible, sin tener que ser por ello falsa ninguna de estas versiones; simplemente están influidas por la propia variabilidad y percepción individual.
Esta denominación alude a la película Rashōmon (羅生門), dirigida por Akira Kurosawa en 1950 y basada en dos cuentos de Ryūnosuke Akutagawa. La película narra la muerte de un samurái y la violación de su esposa en el Japón del siglo XII, yuxtaponiendo los diferentes relatos de los implicados mediante la analepsis. Cada uno de esos relatos se presenta como una «historia dentro de la historia», lo que acentúa su aparente realismo, sin presentar al final ninguna de ellas como verdadera. Por el contrario, Rashōmon nos muestra que todas ellas, desde un particular ángulo, son verdaderas, pero esa verdad es contingente y se explica en función del contexto, antecedentes y condicionantes de cada individuo.

## Influencia
El enfoque de Kurosawa tuvo una influencia cinemática y cultural remarcable, ya que esta película hizo llegar al cine y a la televisión una narración sorprendente y muy diferente de la que se había visto con anterioridad. Muchas películas y programas de televisión se han basado en el efecto Rashomon incorporando analepsis contradictorios de diferentes narradores.
Algunos ejemplos de películas que han utilizado el efecto Rashomon son Cautivos del mal (Vincente Minnelli, 1952), The Usual Suspects (Bryan Singer, 1995), Fight Club (David Fincher, 1999), Gosford Park (Robert Altman, 2001), Tape (Richard Linklater, 2001), Hero (Zhang Yimou, 2002) y Perdida (David Fincher, 2014).
Actualmente, el nombre también se utiliza para simbolizar nociones generales sobre la relatividad de la verdad y la fiabilidad de la memoria (subjetividad). En el ámbito jurídico, por ejemplo, los abogados y los jueces habitualmente hablan del "efecto Rashomon" cuando los testigos de primera mano se confrontan con testimonio contradictorio.
En las ciencias sociales se ha utilizado el "efecto Rashomon" para referirse a situaciones en las que la importancia de un acontecimiento, un objetivo o un valor definido en términos abstractos no es objeto de disputa, pero hay distintas visiones o valoraciones respecto al porqué, el cómo, el quién y el para qué de ello. Aunque el "efecto Rashomon" tiene importantes implicaciones epistemológicas, también puede ser un recurso heurístico para aproximarse al análisis de las narrativas y de las teleologías por las que se construye, se estructura y se representa la realidad social.[cita requerida]